# Associazione Sportiva Del Duca Ascoli 1961-1962
Questa pagina raccoglie le informazioni riguardanti l'Associazione Sportiva Del Duca Ascoli nelle competizioni ufficiali della stagione 1961-1962.

## Rosa
| N. |                   | Ruolo | Calciatore         |
| -- | ----------------- | ----- | ------------------ |
|    | Italia (bandiera) | C     | Carlo Bacci        |
|    | Italia (bandiera) | C     | Alberto Baldoni    |
|    | Italia (bandiera) | C     | Nando Barchiesi    |
|    | Italia (bandiera) | A     | Giovanni Brenna    |
|    | Italia (bandiera) |       | Candidi            |
|    | Italia (bandiera) | D     | Adelmo Capelli     |
|    | Italia (bandiera) | A     | Pasquale Cavicchia |
|    | Italia (bandiera) | D     | Pasquale Di Marco  |
|    | Italia (bandiera) | C     | Savino Di Paola    |
|    | Italia (bandiera) | C     | Roberto Luna       |
|    | Italia (bandiera) | C     | Mariani            |

| N. |                   | Ruolo | Calciatore        |
| -- | ----------------- | ----- | ----------------- |
|    | Italia (bandiera) | D     | Valerio Masoni    |
|    | Italia (bandiera) | D     | Carlo Mazzone     |
|    | Italia (bandiera) | D     | Domenico Oddi     |
|    | Italia (bandiera) | P     | Piero Persico     |
|    | Italia (bandiera) | C     | Bruno Pierobon    |
|    | Italia (bandiera) |       | Pietrocchi        |
|    | Italia (bandiera) |       | Raimondi          |
|    | Italia (bandiera) | C     | Pasquale Spinelli |
|    | Italia (bandiera) | C     | Sandro Strologo   |
|    | Italia (bandiera) | P     | Roberto Strulli   |